# Femmøller Strand
Femmøller Strand er en landsby beliggende i Mols Bjerge ved Ebeltoft Vig i Ebeltoft-Dråby-Handrup Sogn, Syddjurs Kommune. Den blev grundlagt af arkitekt og byplanlægger Egil Fischer.

## Historie
Stedet er den første planlagte ferieby og sommerhusområde i Danmark. Området første bygning blev Molskroen, som i dag er Femmøller Strands mest markante bygning.